# Day out
Day out so slovenska rock glasbena skupina.

## O Skupini
Skupino Day Out sestavlja šest članov. Prve resnejše nastope so imeli leta 2001, poleti 2003 pa so pričeli s snemanjem prvenca Retro forte, ki je izšel dve leti kasneje.
Njihov slog nekateri primerjajo s skupino Siddharta; Kljub temu je en od kritikov njihov prvenec označil za mlačno in konformistično mešanico rocka in popa.
Na svojih nastopih poleg avtorskih skladb igrajo tudi priredbe uspešnic tujih izvajalcev, največ skupine U2, ki sodi med njihove vzornike. V času svoje aktivnosti so nastopili na več festivalih in drugih prireditvah, med drugim so si prek predizbora za neuveljavljene izvajalce pridobili nastop na glavnem odru Rock Otočca leta 2005.

## Zasedba
- Uroš Bregar  - Brgo
- Dare Markovič -  Štrk
- Andrej Vozlič
- Maksimilijan Guček
- Jure Cotman
- Miha Renčelj (pridruženi član od leta 2005)

## Diskografija
- Retro forte (2005)